# Rimbachzell
Rimbachzell o Rimbach-Zell es una localidad y comuna francesa, situada en el departamento de Alto Rin, en la región de Alsacia.

## Demografía
| 251 | 252 | 206 | 194 | 196 | 220 |
| Para los censos de 1962 a 1999 la población legal corresponde a la población sin duplicidades (Fuente: INSEE [Consultar]) |     |     |     |     |     |